# Winning a Widow (film 1912)
Winning a Widow è un cortometraggio muto del 1912 diretto da Sidney Olcott.

## Produzione
Il film fu prodotto dalla Kalem Company. Venne girato in Egitto, a Luxor.

## Distribuzione
Distribuito dalla General Film Company, il film - un cortometraggio di una bobina - uscì nelle sale cinematografiche statunitensi il 5 luglio 1912.